# Cricqueville-en-Auge
Cricqueville-en-Auge là một xã ở tỉnh Calvados, thuộc vùng Normandie ở tây bắc nước Pháp.

## Dân số
Sous l'Ancien Régime, avant la Révolution, Brucourt comptait déjà 1 feux privilégiés et 12 feux taillables (environ 40 habitants).
| Năm | 1962 | 1968 | 1975 | 1982 | 1990 | 1999 |
| --- | ---- | ---- | ---- | ---- | ---- | ---- |
| Dân số | 136  | 120  | 124  | 102  | 125  | 155  |
| From the year 1962 on: No double counting—residents of multiple communes (e.g. students and military personnel) are counted only once. |      |      |      |      |      |      |